# Stadion Grbavica
Das Stadion Grbavica ist ein Fußballstadion im Stadtteil Grbavica der bosnisch-herzegowinischen Hauptstadt Sarajevo. Es bietet Platz für 16.100 Zuschauer (davon 6550 Sitz-, 50 V.I.P.- und 45 Presseplätze) und wird vom Fußballverein FK Željezničar Sarajevo als Heimspielstätte genutzt. Es trägt den Spitznamen Dolina čupova (deutsch Tal der Pokale).

## Geschichte
Das Stadion Grbavica wurde 1953 erbaut und am 13. September des Jahres eröffnet. Das erste Spiel im neuen Stadion fand zwischen dem Eigentümer des Stadions, FK Željezničar Sarajevo, und dem NK Šibenik aus dem heutigen Kroatien statt. Das Spiel endete mit einem 4:1 für die Heimmannschaft. Finanziert wurde der Bau des Stadions auch von Željezničar Sarajevo, der es als vereinseigenes Stadion nutzen wollte. Seit der Fertigstellung 1953 spielt der Verein bereits im Dolina cupova. Željezničar Sarajevo wurde bis heute siebenmal bosnisch-herzegowinischer Meister. Außerdem gelang einmal die Meisterschaft in Jugoslawien und fünfmal der Gewinn des Pokalwettbewerbes von Bosnien und Herzegowina. Aktuell spielt Željezničar in der ersten bosnisch-herzegowinischen Liga.
Im Jahre 1968 fanden im Stadion Grbavica zum ersten Mal Renovierungsarbeiten statt. Diese Arbeiten wurden acht Jahre später beendet und das Stadion wurde am 25. April 1976 wiedereröffnet. Während der Renovierung wurden unter anderem die Sicherheit im Stadion verbessert, zwei Trainingsplätze gebaut und neue Umkleideräume eingerichtet. In den 1980er-Jahren wurde der Bau von neuen, modernen Plätzen auf der Nordtribüne geplant. Doch bevor die Pläne umgesetzt werden konnten, brach der Bosnienkrieg aus. Das Stadion Grbavica stand während dieser Auseinandersetzungen genau zwischen den pro-serbischen und den pro-bosnischen Lagern und erlitt hohe Schäden ab. 1996 konnte hier der Spielbetrieb wieder aufgenommen werden. In den Folgejahren wurden am Stadion Grbavica einige kleine Reparaturarbeiten vorgenommen, größere Modernisierungsarbeiten fanden 2004 statt.

### Umbau
2012 entstand die Idee eines neuen Fußballstadions in Sarajevo. Nach Gesprächen wurden im Juni 2013 Pläne für den Umbau vorgelegt. Das neue Stadion soll vier überdachte Tribünen erhalten. Der relativ neue einstöckige Nordrang wird in das neue Stadion integriert. Die drei neuen Tribünen werden doppelstöckig sein. Die Fassade wird mit rechteckigen blauen Flächen verkleidet. Das Platzangebot soll sich auf rund 20.000 Plätze belaufen. Die Kosten sollen sich bei rund 20 bis 30 Mio. BAM (10,2 bis 15,3 Mio. €) belaufen. Bis zum 10. April 2016 lief die Ausschreibung für Angebote zum Neubau. Für Ende April des Jahres war der Beginn des Abrisses der Osttribüne geplant.

## Galerie

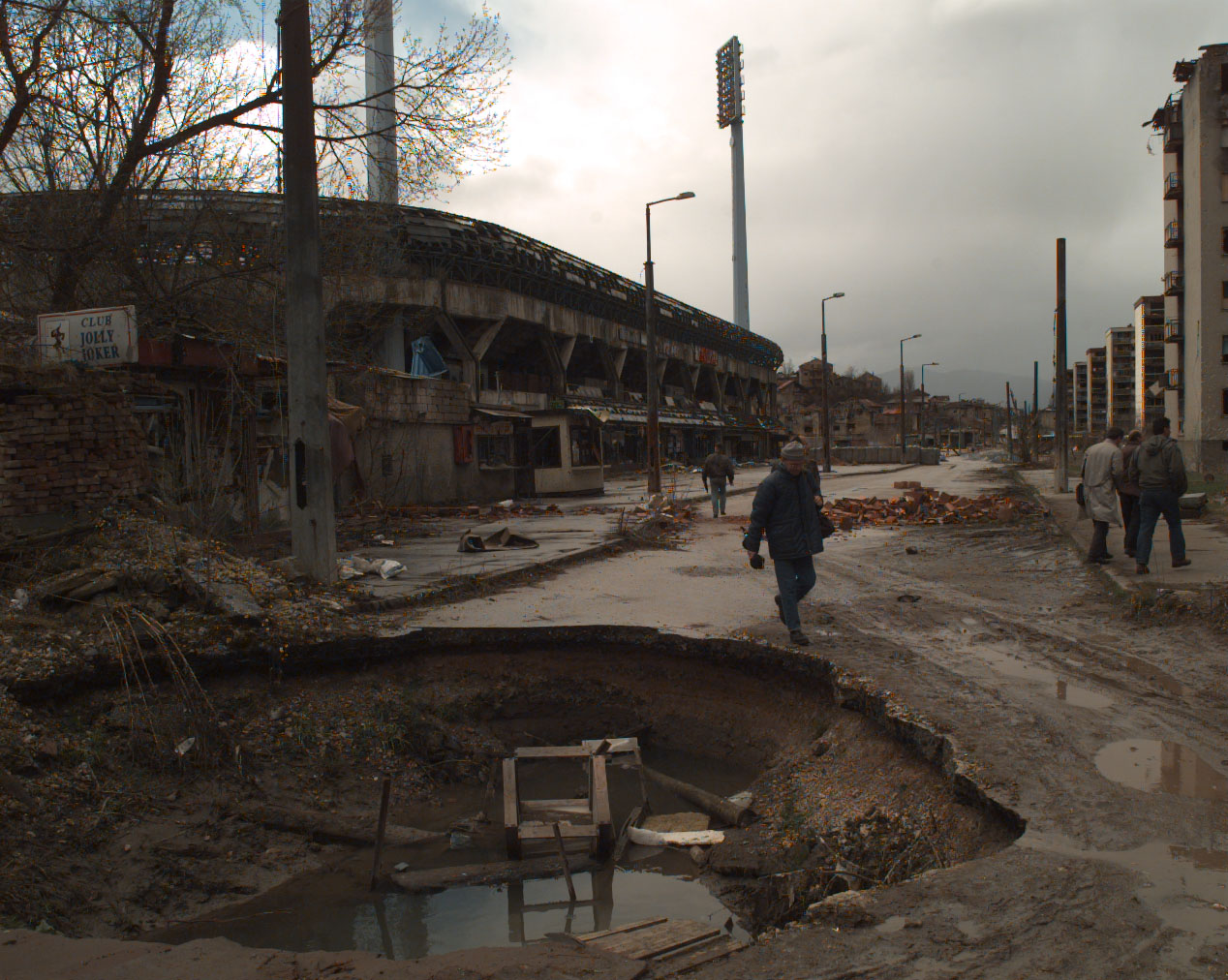
Das Stadion Grbavica nach einem Angriff während der Belagerung von Sarajevo im Bosnienkrieg (1996)
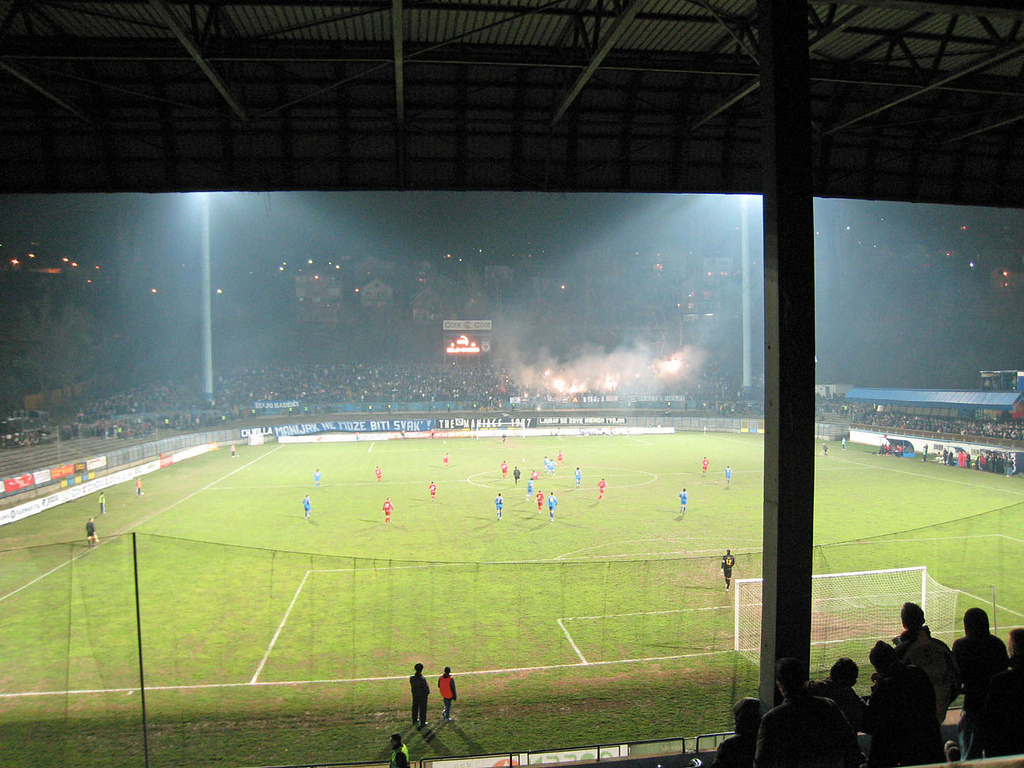
Blick in das Stadion von der Nordtribüne (März 2010)
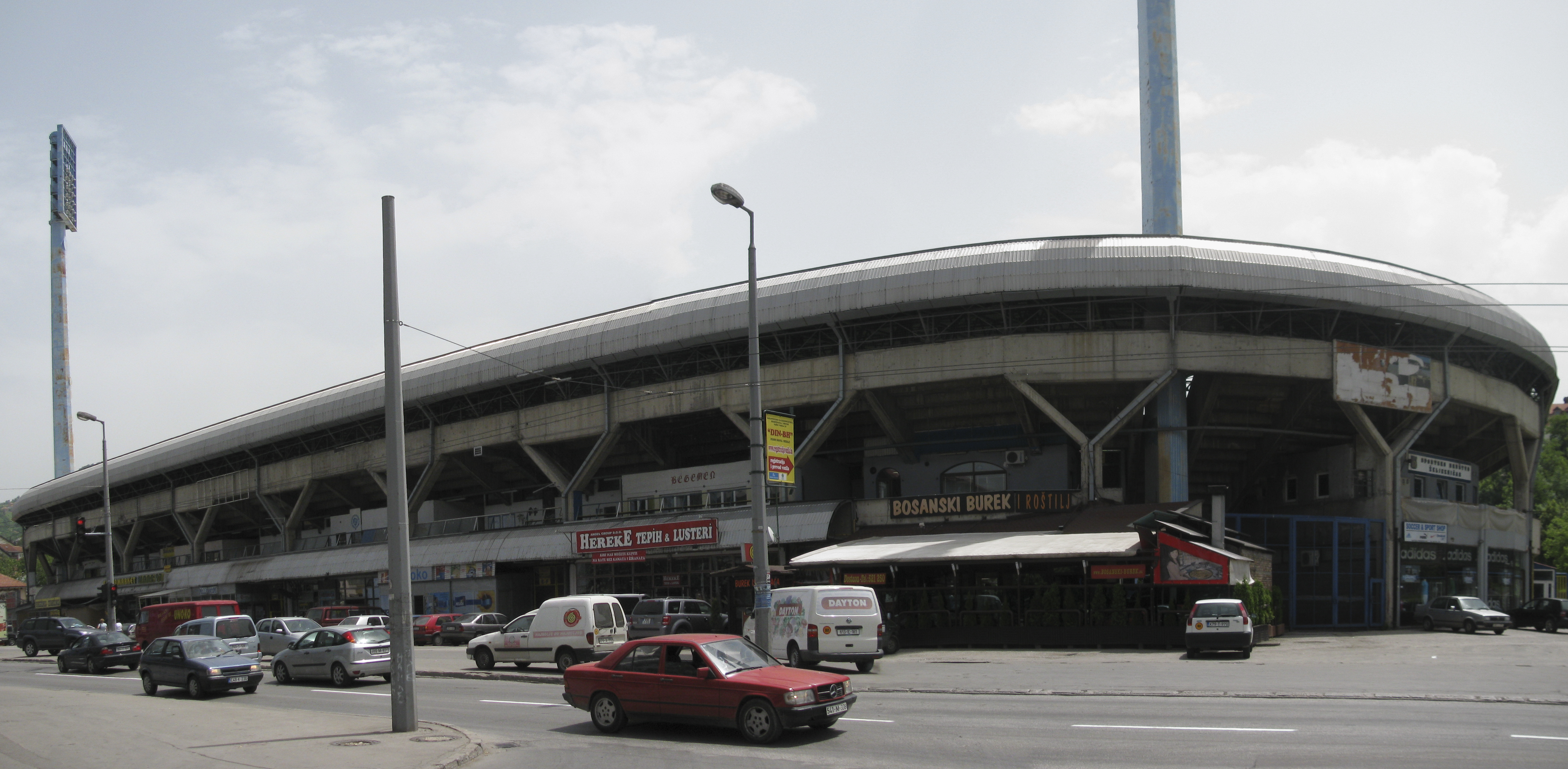
Außenansicht des Stadions (Juni 2010)
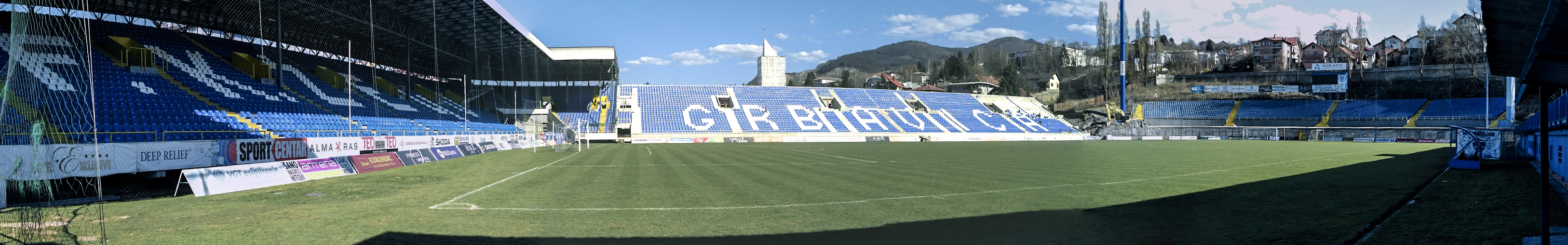
Stadion Grbavica Panorama (März 2017)
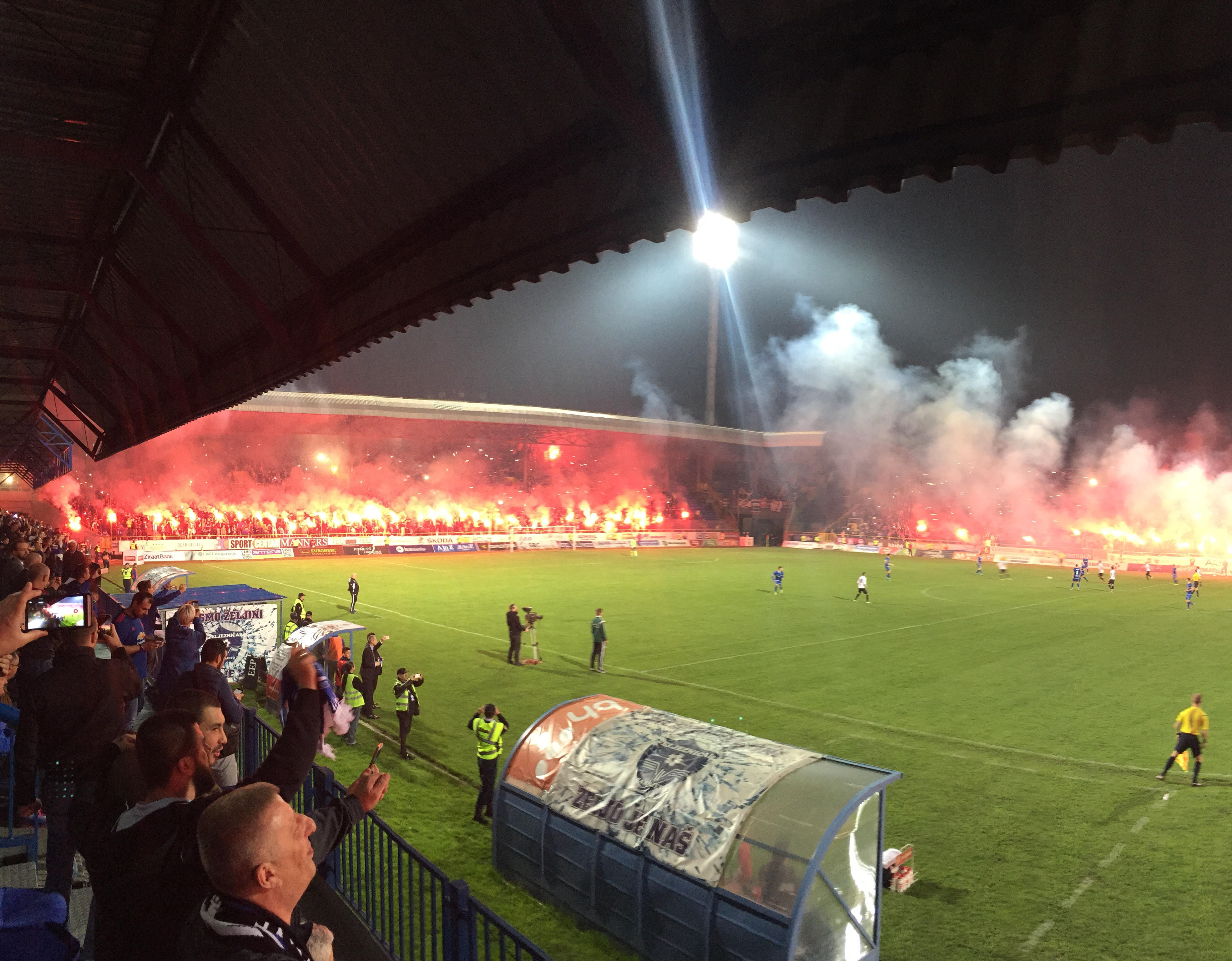
Fans des FK Željezničar Sarajevo (2017)
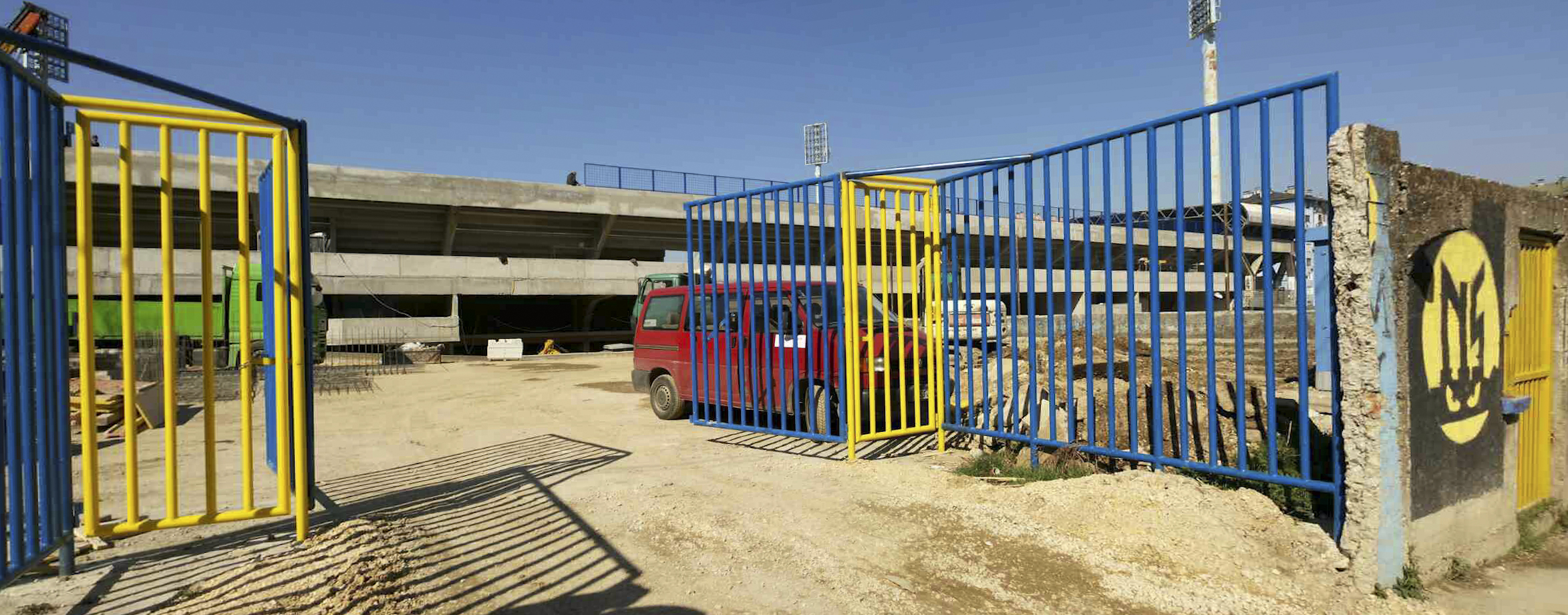
Bauarbeiten bei der Ost-Tribüne (2017)